# Veromessor

В муравейнике Veromessor pergandei. Парк штата Анза-Боррего, Калифорния, США.

Veromessor  (лат.) — род пустынных американских муравьёв-жнецов из трибы Stenammini (ранее в Pheidolini) подсемейства Myrmicinae. Около 10 видов. Северная Америка.

## Распространение
Встречаются в ксерофильных биоценозах (в пустыннях и полупустынях) Северной Америки: запад США и северная Мексика. Характерны для пустынь Мохаве и Сонора.

## Описание
Муравьи среднего и мелкого размера (менее 1 см). От близких родов отличается наличием в нижней части головы ряда длинных волосков (псаммофор) и отсутствием явно выраженной булавы. На заднегрудке расположена пара коротких эпинотальных шипиков. Стебелёк между грудкой и брюшком состоит из двух узловидных члеников (петиоль и постпетиоль). Усики 12-члениковые. Глаза среднего размера, выпуклые, расположены в среднебоковой части головы. Челюсти массивные.

## Биология
Обитают в земляных гнёздах.
Фуражировка муравьёв за кормом (семенами) происходит, как правило, в ночное время и в сумерки, а в прохладные зимние дни, также и в дневное время.
Veromessor, как и другие муравьи-жнецы, собирают семена и плоды растений.

## Систематика
Род был впервые выделен в 1917 году швейцарским мирмекологом Огюстом Форелем в качестве подрода в составе рода Novomessor. В 1922 году таксон повышен американским мирмекологом Уильямом Мортоном Уилером до родового статуса (Wheeler, W. M. 1922). В 1982 синонимизирован английским мирмекологом Барри Болтоном с родом Messor (Bolton, 1982), а в 2014 году снова восстановлен в самостоятельном родовом статусе (Ward et al., 2014).
- Veromessor andrei (Mayr, 1886) typus (Мексика, США)[9]
  - Aphaenogaster andrei
- Veromessor chamberlini (Wheeler, 1915) (США)[10]
  - Messor chamberlini
- Veromessor chicoensis Smith, 1956 (США)[11]
- Veromessor julianus (Pergande, 1894) (Мексика)[12]
  - Veromessor julianus clarior
  - Veromessor julianus manni
- Veromessor lariversi (Smith, 1951) (США)[13]
  - Veromessor lariversi
- Veromessor lobognathus (Andrews, 1916) (США)[14]
  - Messor lobognathus
- Veromessor pergandei (Mayr, 1886) (Мексика, США)[9]
  - Aphaenogaster pergandei
  - Stenamma pergandei
  - Messor pergandei
  - Novomessor pergandei
- Veromessor pseudolariversi Johnson et al., 2022 (США)[15][16]
- Veromessor smithi Cole, 1963 (США)[17]
- Veromessor stoddardi (Emery, 1895) (Мексика, США)[18]
  - Stenamma (Messor) stoddardi